# Samsung Galaxy M10
Il Samsung Galaxy M10 è uno smartphone dual SIM di fascia bassa prodotto da Samsung in India, facente parte della serie Samsung Galaxy M.

## Caratteristiche tecniche

### Hardware
Il Galaxy M10 è uno smartphone con form factor di tipo slate, le cui dimensioni sono di 155,6 × 75,6 × 7,7 millimetri e pesa 163 grammi.
Il dispositivo è dotato di connettività GSM, HSPA, LTE, di Wi-Fi 802.11 b/g/n con supporto a Wi-Fi Direct ed hotspot, di Bluetooth 4.2 con A2DP ed LE, di GPS con A-GPS, BDS e GLONASS e di radio FM. Ha una porta microUSB 2.0 ed un ingresso per jack audio da 3,5 mm.
Il Galaxy M10 è dotato di schermo touchscreen capacitivo da 6,22 pollici di diagonale, di tipo PLS TFT con aspect ratio 19:9, angoli arrotondati e risoluzione HD+ 720 × 1520 pixel (densità di 270 pixel per pollice). Il frame laterale ed il retro sono in plastica.
La batteria agli ioni di litio da 3400 mAh non è removibile dall'utente.
Il chipset è un Exynos 7870 Octa. La memoria interna di tipo eMMC 5.1 è di 16 o 32 GB, mentre la RAM è di 2 o 3 GB (in base al taglio scelto).
La fotocamera posteriore ha un sensore da 13 megapixel ed uno grandangolare da 5 megapixel, è dotata di autofocus, modalità HDR e flash LED, in grado di registrare al massimo video full HD a 30 fotogrammi al secondo, mentre la fotocamera anteriore ("incorniciata" nel notch a goccia) è da 5 megapixel, con HDR e registrazione video full HD a 30 fps.

### Software
Il sistema operativo è Android, in versione 8.1 Oreo, aggiornabile ufficialmente fino ad Android 10.
Ha l'interfaccia utente Samsung Experience 9.5, che con l’aggiornamento ad Android 10 diventa One UI 2.0.

## Commercializzazione
Il dispositivo è stato immesso sul mercato a febbraio 2019.

## Varianti

### Galaxy M10s
Il Samsung Galaxy M10s è una versione "aggiornata" dell'M10, commercializzata a settembre 2019. Differisce dall'M10 principalmente per la presenza di schermo (6,4" S-AMOLED), batteria (4000 mAh) e fotocamera anteriore (8 megapixel) maggiorate, nonché per il chipset diverso (Exynos 7884B) e la presenza di un sensore per impronte digitali posteriore.
Il sistema operativo è Android 9 Pie ed è aggiornabile fino ad Android 11 con interfaccia One UI 3.1.